# IJzerhardfamilie
De ijzerhardfamilie (Verbenaceae) is een familie van tweezaadlobbige planten. Ze wordt beschouwd als nauw verwant aan de lipbloemenfamilie (Labiatae of Lamiaceae). De grenzen tussen deze twee families zijn lang onduidelijk geweest. Volgens recente fylogenetische studies worden verschillende geslachten die in het verleden in de Verbenaceae geplaatst zijn beter overgebracht naar de lipbloemenfamilie. Het geslacht Avicennia, traditioneel in deze familie geplaatst of in de eigen familie Avicenniaceae, wordt dan naar de Acanthaceae verplaatst.
Er is dus in de literatuur geen overeenstemming over welke planten tot de familie behoren. Moderne literatuur gaat uit van een veel kleinere familie dan traditioneel werd aangenomen. Het is een familie van hoofdzakelijk tropische planten met een hoofdje, pluim of tros van kleine bloemen.
In Nederland en België komt van nature alleen ijzerhard (Verbena officinalis) voor, met stijf ijzerhard (Verbena bonariensis) als een zich waarschijnlijk inburgerende exoot. Het geslacht Lantana levert populaire sierplanten.